# Endopeptydazy
Endopeptydazy (gr. éndon ‘wewnątrz’, péptō ‘trawię’) – grupa organicznych związków chemicznych, enzymów proteolitycznych (proteaz) zaliczanych do hydrolaz. Katalizują hydrolizę wiązania peptydowego wewnątrz łańcucha polipeptydowego, rozkładając go na oligopeptydy.
Do endopeptydaz zaliczają się m.in. niektóre enzymy trawienne (pepsyna, trypsyna, chymotrypsyna).